# Super Sweet 16: The Movie
Pour plus de détails, voir Fiche technique et Distribution.
Super Sweet 16: The Movie est un téléfilm américain qui a été diffusé sur MTV le 8 juillet 2007 et qui est sorti en DVD le 10 juillet 2007.

## Synopsis
Jacquie et Sara sont meilleures amies. Elles partagent tout, elles ont même la même date de naissance et fêtent toujours leurs anniversaires ensemble. Jacquie et Sara commencent à prévoir de grandes choses pour fêter leur 16e anniversaire sur le thème de Hollywood Heart. Cependant Jacquie parle de leur grosse fête au lycée ; Sara en parle à une riche étudiante, Taylor, qui devient amie avec Jacquie (parce que Taylor n'a jamais eu de grosse fête pour ses 16 ans). Cette dernière change Jacquie pour qu'elle soit comme elle et détruit l'amitié entre Jacquie et Sara. Jacquie tombe dans son piège. Sara essaye de supporter le changement de Jacquie jusqu'à ce que celle-ci décide de laisser Taylor planifier leur fête d'anniversaire. Dès lors, les deux adolescentes rivalisent sur qui aura la plus énorme fête d'anniversaire, jusqu'à s'insulter. Pendant ce temps, une romance inattendue fait surface entre Shannon, le frère de Taylor et Sara.

## Distribution
- Amanda Michalka : Sara Connors
- Regine Nehy : Jacquie Anderson
- Alyson Michalka : Taylor Tiara Plimpton
- Brendan Miller : Shannon Plimpton
- Ethan Phillips : Craig
- Roddy Piper : Mitch Connors
- Sicily Sewell : Chloe Spears
- Nikki Flores : Zoey Cortez
- Paula DeAnda : Alicia
- Cassie Steele: Sophie Barnetz
- Brandon T. Jackson : Brian
- Rocco Vienhage : Coleman Palm
- Renee Olstead : Sky Storm
- Debra Wilson : Edan Day
- Tina Knowles : elle-même
- Katherine J. : Hannah
- J Xavier : Randy
- Sarya Jackson : Jacquie plus jeune